# Jacob K. Javits
Jacob Koppel Javits, född 18 maj 1904 i New York, död 7 mars 1986 i West Palm Beach, Florida, var en amerikansk republikansk politiker.

## Biografi
Javits avlade juristexamen vid New York University School of Law. Han representerade delstaten New Yorks 21:a distrikt i USA:s representanthus 1947-1954. Javits avgick från representanthuset när han valdes till delstatens justitieminister (New York State Attorney General). Han kandiderade 1956 till USA:s senat och besegrade i kongressvalet New Yorks borgmästare Robert F. Wagner, Jr. Han var ledamot av USA:s senat från New York 1957-1981.
Javits var en liberal republikan som hade goda relationer till fackföreningarna och till medborgarrättsrörelsen. I presidentvalet i USA 1964 stödde han inte sitt partis presidentkandidat Barry Goldwater.
Javits diagnosticerades 1979 med amyotrofisk lateralskleros (ALS, känd i Nordamerika som Lou Gehrig's disease efter basebollspelaren Lou Gehrig). I 1980 års kongressval utmanades han av Al D'Amato i republikanernas primärval. D'Amato kunde dra nytta av både Javits sjukdom och av republikanernas generella högerorientering. Trots att Javits förlorade primärvalet, ställde han upp i höstens kongressval som kandidat för det lilla partiet Liberal Party of New York. D'Amato valdes till senaten och demokraten Elizabeth Holtzman blev tvåa. Att D'Amato lyckades besegra Holtzman ansågs till en del bero på de liberala och judiska röster som Javits fick i valet. Javits tilldelades 1983 Frihetsmedaljen (Presidential Medal of Freedom).
Hans grav finns på Linden Hill Cemetery i Queens. Bland begravningsgästerna i synagogan fanns Richard Nixon, Henry Kissinger, New Yorks borgmästare Ed Koch, senator Al D'Amato och USA:s justitieminister Edwin Meese.

## Eftermäle
Jacob K. Javits Federal Building på Manhattan är sedan 1981 uppkallad efter Javits. Även kongress- och konferenscentret Jacob K. Javits Convention Center är uppkallat efter honom också.